# Todo es silencio
Todo es silencio es una película dramática española estrenada en 2012 y dirigida por José Luis Cuerda. Basada en la novela homónima del escritor Manuel Rivas. 
Su estreno se produjo en la inauguración de la 57.ª edición de la Semana Internacional de Cine de Valladolid.
Fue nominada en la categoría de mejor guion adaptado en XXVII edición de los Premios Goya.

## Reparto
- Quim Gutiérrez es Fins.
- Celia Freijeiro es Leda.
- Miguel Ángel Silvestre es Brinco.
- Juan Diego es Mariscal.
- Luis Zahera es Malpica.
- Chete Lera es Rumbo.
- Xoque Carbajal es Chelín.
- Gabriel Delgado es Santi.
- Yago Mira es Chelín adolescente.
- Axel Fernández es Fins adolescente.
- Carolina Cao es Leda adolescente.
- Sergio González es Brinco adolescente.

## Rodaje
Los paisajes de las rías altas gallegas son los principales escenarios de la película. Los exteriores se rodaron en Muros, y se pueden apreciar espacios de gran belleza como el faro del Monte Louro o la costa de la parroquia de Tal.
Los interiores se rodaron en los estudios Ciudad de la Luz, en la que una de las mejores figurantes fue Araceli A.G.
En octubre de 2011 algunas escenas se rodaron en la abandonada casa Bailly de Cambre.